# The Show (Lied)
The Show (englisch Die Show) ist ein englischsprachiger Popsong, der von der dänisch-schwedischen Gruppe Reddi interpretiert wurde. Mit dem Titel vertrat sie Dänemark beim Eurovision Song Contest 2022 in Turin.

## Hintergrund
Am 10. Februar 2022 gab die Rundfunkanstalt Danmarks Radio bekannt, dass die Gruppe Reddi am kommenden Melodi Grand Prix 2022 mit dem Titel The Show teilnehmen werde. Haydar war bereits Schlagzeugerin für Soluna Samay, mit der sie 2012 beim Eurovision Song Contest teilnahm. In der Show am 5. März konnte sich die Band in das sogenannte Superfinale qualifizieren, welches sie mit 37 % aller abgegebenen Stimmen gewann. Zum ersten Mal gewann eine ausschließlich aus Frauen bestehende Gruppe die dänische Vorentscheidung.
Das Lied wurde von Siggy Savery und Ihan Haydar, welche Mitglieder der Band sind, komponiert und getextet. Außerdem steuerte Julia Fabrin Text bei sowie Remee Jackman und der Musikproduzent Lars Pedersen die Musik.

## Inhaltliches
Laut Aussage der Gruppe solle das Lied den Hörer ermutigen, niemals aufzugeben, egal was man im Leben wolle.

## Veröffentlichung
Der Titel wurde am 10. Februar 2022 veröffentlicht.

## Rezeption
Julie Rosenfeldt vom Billed Bladet ist der Ansicht, dass The Show den typisch dänischen Grand-Prix-Sound habe und ähnlich wie die früheren dänischen Beiträge beim Wettbewerb klinge. Das Lied könne man schnell mitsingen und -tanzen. Dennoch kritisierte sie, dass The Show möglicherweise zu vorhersehbar sei.

## Beim Eurovision Song Contest
Dänemark wurde ein Platz in der ersten Hälfte des ersten Halbfinale des Eurovision Song Contest 2022 zugelost, welches am 10. Mai stattfand. Am 29. März wurde bekanntgegeben, dass das Land die Startnummer 12 erhalten hat. Die Gruppe konnte sich jedoch nicht für das Finale qualifizieren und schied somit aus dem Wettbewerb aus.